# 巴山查爾島
巴山查爾島，也譯作巴贊查爾島，是孟加拉灣北部的一座島嶼，距離海岸37英里，屬孟加拉國吉大港專區諾阿卡利縣哈蒂亞烏帕齊拉，面積約300平方公里，位於梅克納河河口，哈提亞島東邊約30公里處。舊名藤加查爾島（英語：Thengar Char），也譯作藤加沙爾島、藤加查岛。
巴山查爾島於2006年由梅克納河沖刷的淤泥形成，多數地圖都未標出其位置。島上目前無人居住，且缺乏道路、堤防等建設，6月至9月的雨季島上多數地方均被水淹沒（該島被描述為“只能在冬季進入，是海盜的避風港”）。2017年，孟加拉政府計劃將羅興亞難民安置在藤加查爾島，而在該島上展開建設。

## 安置難民
2015年6月，孟加拉政府提出要將羅興亞難民安置在藤加查爾島上，聯合國難民署認為此提案為在實行上相當困難。但2017年1月26日，孟加拉政府仍發布了決定將羅興亞難民遷至該島的命令，非政府組織人權觀察指這項決定是一起正在發生的人道危機與災難。
孟加拉總理謝赫·哈西娜表示此計畫是為了紓解科克斯巴扎爾縣難民營人滿為患的狀況，而做出的暫時性安排。孟加拉正與英國、中國的承包商合作，在藤加查爾島建築房屋與暴雨的避難所以供將來的難民使用。孟加拉外交部長阿布·哈桑·马哈茂德·阿里表示政府將在該島建築學校、醫院、清真寺等，且在建設完成後才會將難民轉移至島上。
2020年1月，儘管羅興亞社群領導人和人權團體表示反對，該項目仍在推進。孟加拉國難民事務部長表示，該島“已準備好居住”，儘管他沒有給出遷入的時間表。 政府也不允許外國記者或羅興亞領導人前往視察。
2020年下半年，一些在海上获救的罗兴亚人被孟加拉国政府安置到岛上。12月3日，孟加拉国海军将约1600名罗兴亚难民自吉大港运往岛上安置。孟加拉国政府称在安置之举已获得了难民的同意。但是，有报道称一些难民在被转运前并不知情。人权观察组织称，12月3日之前被安置至此的罗兴亚难民称不能在岛上自由行动，会遭到警卫殴打，希望离开该岛。